# Лиса планина
Лиса планина (до 29 юни 1942 г. Сакар Балкан) е планина във вътрешната структурна ивица на Източния Предбалкан, в области Търговище и Сливен, между историко-географските области Сланник на запад и Герлово на изток.
Планината се простира в посока североизток-югозапад с дължина около 30 km и максимална ширина до 15 km. На северозапад чрез полегати склонове се спуска към историко-географската област Сланник, а на изток, с по-стръмни – към историко-географската област Герлово. На запад долината на Стара река я отделя от Еленските възвишения. На север чрез ниска седловина в района на село Козма Презвитер се свързва с платото Кедикбалкан, а на юг – с Котленска планина на Стара планина. По южното ѝ подножие преминава условната граница между Източния Предбалкан и Източна Стара планина.
В централната част на планината билото ѝ е на височина от 800 – 900 m, като на североизток се понижава до 500 – 600 м, т.нар. Омуртагски рид. Най-високата точка е връх Големия Сакар (1053,6 м), издигащ се в централната ѝ част. Планината е вододел между водосборните области на Дунав и Черно море. От нея извират реките Голяма Камчия (Тича, дясна съставяща на Камчия) и Голяма река (десен приток на Стара река, от басейна на Янтра).
Изградена е от долнокредни мергели, мергелни варовици и пясъчници. Билото ѝ е голо, тревисто, а склоновете обрасли с букови и дъбови гори и оттук идва и името ѝ „Лиса“ – гориста планина с плешиво теме. На североизток, в т.нар. Омуртагски рид е оголена и хълмиста. Има светлосиви горски плитки почви.
В най-североизточната ѝ ниска част е разположен град Омуртаг, а в цялата планина и по склоновете ѝ още около 20-ина села в Търговищка и Сливенска области.
През планината преминават участъци от три пътя от Държавната пътна мрежа:
- в най-североизточната ѝ част, на протежение от 7 km – участък от първокласен път № 4 Ябланица – Велико Търново – Шумен.
- От север на юг, от Омуртаг до село Тича, на протежение от 25,3 km – участък от второкласен път № 48 Омуртаг – Котел – Мокрен.
- От изток на запад, на протежение от 4,8 km – участък от третокласен път № 704 Менгишево – Омуртаг.

В планината са изградени три хижи, предоставящи прекрасни условия за отдих и туризъм: „Кайника“ (570 m н.м), „Лисец“ (1000 m н.м) и „Средище“ (620 m н.м)

## Топографска карта
- Лист от карта K-35-29. Мащаб: 1 : 100 000.
- Лист от карта K-35-30. Мащаб: 1 : 100 000.
- Лист от карта K-35-31. Мащаб: 1 : 100 000.